# 近世部落
近世部落，是指日本豐臣時代至江戶時代部落民的稱呼。

## 部落民種類
在日本士農工商之下就是穢多、非人，但實際上還有非人番（農村警務人員），藤內、夙（彈奏三味線者），佐佐羅、茶筅（製茶筅者）、物吉（向良民祝福獲取報酬者）、乞胸（下級藝能人）等種類。

## 職業
他們主要從事製革業（利用死牛馬的遺體製作太鼓、造鞋業），少數從事漁農業，在日本關東地方，穢多頭頜彈左衛門獨佔燈芯的生產。

## 與村的關係
他們多數與良民分開自別一村，同時也有處理死牛馬、上納皮革、刑務、警察、消防、清潔等義務。

## 特徴
近世時期，即豐臣時至江戶時代是日本身份制度最僵固的時代，部落民身份世襲，基本上無法脫離。